# Меџитлија
Меџитлија (мкд. Меџитлија) је насеље у Северној Македонији, у јужном делу државе. Меџитлија припада општини Битољ.
Југозападно од села налази се истоимени гранични прелаз Северне Македоније ка Грчкој.

## Географија
Насеље Меџитлија је смештено у крајње јужном делу Северне Македоније, близу државне границе са Грчком (1,5 km јужно од насеља). Од најближег већег града, Битоља, насеље је удаљено 18 km јужно.
Меџитлија се налази у јужном делу Пелагоније, највеће висоравни Северне Македоније. Насељски атар је равничарски, док се даље, ка западу, издиже планина Баба. Источно од села тече речица Сакулева, значајна притока Црне реке. Надморска висина насеља је приближно 590 метара.
Клима у насељу је умереноконтинентална.

## Становништво
Меџитлија је према последњем попису из 2021. године имала 156 становника. До прве половине 20. века Турци су били искључиво становништво у насељу.
| Национални састав према попису из 2021.‍ | Национални састав према попису из 2021.‍ | Национални састав према попису из 2021.‍ | Национални састав према попису из 2021.‍ | Национални састав према попису из 2021.‍ |
| --------------------------------------- | --------------------------------------- | --------------------------------------- | --------------------------------------- | --------------------------------------- |
|                                         |                                         |                                         |                                         |                                         |
| Албанци                                 | Албанци                                 |                                         | 154                                     | 98,7%                                   |

Већинска вероисповест био је ислам.